# Lista de sismos em 2010

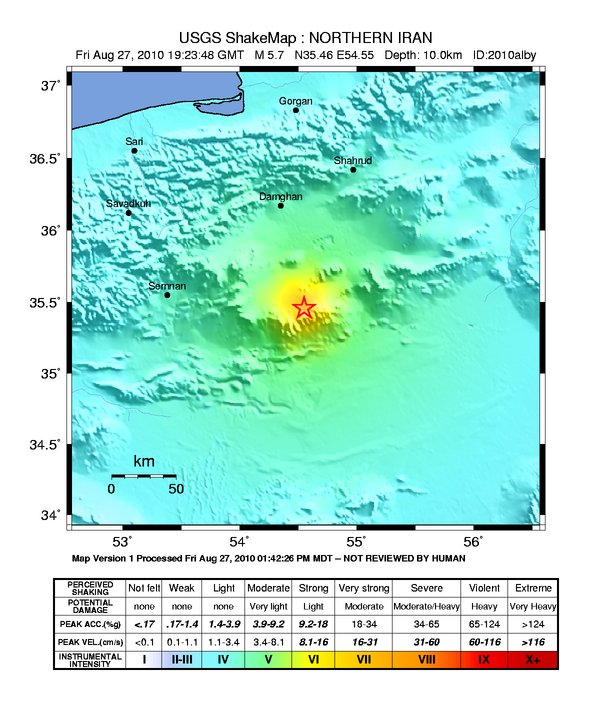
os registros de sismos que ocorreram durante o ano de 2010.

Nesta página encontrará os registros de sismos que ocorreram durante o ano de 2010.

## Janeiro
- 4 de Janeiro: série de sismos atinge o Pacifico Sul
- 5 de Janeiro: sismo de magnitude 6,8 atingiu as Ilhas Salomão, sem causar tsunamis ou vítimas, disse a polícia.
- 12 de Janeiro: sismo de 7,3 graus na escala de Richter provoca grande destruição no Haiti. Causando cerca de 100.000 mortos.
- 15 de Janeiro: sismo de magnitude 5,6 atingiu a região de Sucre, na Venezuela, segundo o Centro de Estudos Geológicos dos EUA.
- 17 de Janeiro: sismo de magnitude 6,3 atinge sul da costa da Argentina
- 17 de Janeiro: Dois sismos de magnitude 4,9 e 4,1 ocorreram próximo da cidade de Andimeshk, na província do Khuzistão, no Irã. 150 casas teriam sido danificadas
- 17 de Janeiro: Um sismo moderado, de 5,9 graus, afetou a costa de Papua-Nova Guiné, segundo Instituto de Sismologia dos Estados Unidos (USGS).
- 20 de Janeiro: Um novo sismo de 6,1 graus, abala o Haiti, provocando mais destruições e dificuldades nos trabalhos em busca de Resgate.

## Fevereiro
- 27 de fevereiro: Um sismo de magnitude 8,8 graus atinge o Chile, com cerca de 800 mortos.

## Abril
- 4 de Abril: Um sismo de 7,2 graus na escala de Richter provoca destruição no México e nos Estados Unidos.
- 7 de abril: Um sismo de 7,7 graus na escala de Richter em Sumatra, na Indonésia.
- 11 de abril: Um sismo de 7,1 graus na escala de Richter no sul das Ilhas Salomão.
- 13 de abril: Um sismo de 6,9 a 7,1 graus na escala de Richter na província chinesa de Qinghai.
- 16 de abril: Um sismo de 4,0 graus na escala Richter atinge a região de Adelaide e Adelaide Hills na Australia